# Bokmål
Bokmål (văn ngữ trong tiếng Na Uy) là một trong hai ngôn ngữ viết chính thức của Na Uy. Ngôn ngữ còn lại là Nynorsk. Bokmål được sử dụng bởi 80-90% dân số Na Uy. Đây là ngôn ngữ chuẩn thường được dạy cho học sinh nước ngoài học tiếng Na Uy.